# 蓝卑尔山国家公园
蓝卑尔山国家公园位于马来西亚砂拉越美里省。其占地52公顷，主要由龙脑香科混林组成，共有约1,175种树木。

## 扩展阅读
- Lambir Hills National Park